# Capitaine Mehl (contre-torpilleur)
Pour les articles homonymes, voir Mehl.
Le Capitaine Mehl était l’un des douze contre-torpilleurs de classe Bouclier construits pour la marine française dans la première décennie du XXe siècle.

## Conception
La classe Bouclier a été conçue selon une spécification très générale et les navires différaient considérablement les uns des autres de diverses manières. Les navires avaient une longueur totale de 74 à 78,3 mètres, une largeur de 7,6 à 8 mètres et un tirant d’eau de 2,9 à 3,1 mètres. Conçus pour déplacer 800 tonnes métriques, ils avaient un déplacement de 692 tonnes à charge normale. Leur équipage comptait entre 80 et 83 hommes.
Les navires étaient propulsés par une paire de turbines à vapeur Parsons, chacune entraînant un arbre d'hélice utilisant de la vapeur fournie par quatre chaudières à tubes d'eau. Les moteurs ont été conçus pour produire 13000 chevaux (9700 kW), ce qui était destiné à donner aux navires une vitesse de 30 nœuds (56 km/h). Le Capitaine Mehl a largement dépassé cette vitesse, atteignant 31,8 nœuds (58,9 km/h) lors de ses essais en mer. Les navires transportaient suffisamment de mazout pour leur donner une autonomie de 1200 à 1600 milles marins (2200 à 3000 km) à une vitesse de croisière de 12 à 14 nœuds (22 à 26 km/h).
L’armement principal des navires de la classe Bouclier se composait de deux canons de 100 millimètres modèle 1893 dans des affûts simples, un à l’avant et un à l’arrière des superstructures, et de quatre canons de 65 millimètres modèle 1902 répartis au milieu du navire. Ils étaient également équipés de deux affûts jumeaux pour des tubes lance-torpilles de 450 millimètres au milieu du navire.
Pendant la Première Guerre mondiale, un canon antiaérien de 45 millimètres ou 75 millimètres, deux mitrailleuses de 8 millimètres et huit ou dix grenades anti-sous-marines de type Guiraud ont été ajoutés aux navires. Le poids supplémentaire a gravement surchargé les navires et réduit leur vitesse maximale à environ 26 nœuds (48 km/h).

## Carrière
Commandé aux Ateliers et chantiers de la Loire, le Capitaine Mehl est lancé le 20 avril 1912 à son chantier naval de Saint-Nazaire. Le navire a été achevé plus tard cette année-là. Chose inhabituelle pour un navire de la Marine nationale française, il porte le nom d’un officier de l’armée de terre, capitaine dans la Légion étrangère : Jean-Baptiste Joseph Mehl, né le 2 octobre 1849 à Lille (Nord) et mort le 16 décembre 1883 lors de la prise de la porte ouest de la citadelle de Sontay. Les opérations contre Phu-Xa et Sontay, menées sous le commandement du contre-amiral Courbet, ont vu l’engagement d’unités très mélangées : tirailleurs algériens, infanterie de marine, fusiliers marins, légionnaires, tirailleurs annamites. L’attaque dans laquelle le capitaine Mehl a été tué avait été menée par les marsouins de la compagnie Bauche, une compagnie et demie de légionnaires (la sienne) et les fusiliers marins. À l'époque, l'infanterie de marine et la marine dépendaient du même Ministère, celui de la Marine et des Colonies. Le choix du nom était donc un hommage de la Marine à l'attention de la Légion. Trois bâtiments successifs de la Marine ont porté son nom : un remorqueur basé en Indochine, en service de 1884 à 1898, et renommé Traly en 1886 ; un torpilleur de haute mer type Balny (1887 à 1909) et enfin le contre-torpilleur de classe Bouclier à partir de 1912.
Mis en service en juillet 1912, il devient « torpilleur d'escadre » l'année suivante, le 14 mars 1913. En août 1914, il rejoint l'escadre de la mer du Nord. Il est touché le 20 mai 1917. Le 21 mars 1918, il torpille et coule au canon le torpilleur allemand A7 qu’il envoie par le fond. Il est désarmé le 10 juillet 1926 et vendu pour démolition,.